# Констанс Тауърс
Констанс Тауърс (на английски: Constance Towers) е американска актриса. 

## Биография
Констанс Тауърс е родена на 20 май 1933 година в Уайтфиш, Монтана. Тя е една от двете дъщери, родени от Ардат Л. (родена Рейнолдс) и Хари Дж. Тауърс, фармацевт.  Майка й е родом от Небраска и е от ирландски произход, докато баща й е родом от Ирландия от Дъблин, имигрирал в САЩ.  Семейството на Тауърс се премества в Западна Монтана в ранното й детство, живеейки в Уайтфиш, Мисула и Калиспел, както и в Москва, Айдахо.  През 1940 година, когато е в първи клас, тя е открита от разузнавачи на таланти, посещаващи Монтана в търсене на деца актьори за радиопрограми.  Впоследствие семейството на Тауърс се премества в Сиатъл, Вашингтон, и тя започна да работи като детска гласова актриса в радиопрограмите, базирани на Тихия северозапад през следващите три години.  Според официалния й уебсайт и е бил предложен договор с Парамаунт Пикчърс на 11-годишна възраст, но предложението е отхвърлено от родителите й. На 12 години тя работи в малък местен киносалон в родния си град. В юношеските и години семейството й се премества в Ню Йорк, след като баща й се настанява там като изпълнителен вицепрезидент на фармацевтична компания.  Там тя посещава училището Джулиард, учи и музика,  и Американската академия за драматични изкуства. Учила е пеене при добре познатия учител по глас Бевърли Пек Джонсън.

### Кариера
Констанс Тауърс докато посещава Джулиард е открита от филмов агент.  „Имах голям късмет“ спомня си тя. „Един агент ме видя и повярва в мен, а ние вървяхме по Пето авеню и управителят на хотел „Сейнт Реджис“ попита дали мога да пея. Моят агент му каза да и той попита дали мога да започна след три седмици. Научих поредица от песни, облечена в рокли, пеех на критиците и получиха добри отзиви. Същата вечер ме видя мениджър от Колумбия пикчърс и ме отведе в Лос Анджелис, за да се срещна с президент на Колумбия пикчърс Хари Кон, след това подписахме договор.“ 
Дебютира в киното в поддържаща роля във филма „Донесете усмивката си“ (1955),  следва поддържаща роля в криминалния трилър „Преекспонирани“ (1956). Висока 5 фута 9 инча (1,75 м), Тауърс първоначално се бори да получи водещи роли във филма поради височината си.  През 1958 г. участва в първата си главна роля като Хана Хънтър във филма за гражданската война на Джон Форд „Кавалеристите“ (1959) с участието на Джон Уейн и Уилям Холдън.  На следващата година тя се появява в следващия филм на Форд „Сержант Рътлидж“ (1960), уестърн с расова тематика.  През 1963 г. участва в поддържаща роля в експерименталния трилър на Самюъл Фулър „Шоков коридор“ (1963), който разказва историята на журналист, който се ангажира в психиатрична болница, за да реши убийство. Нейната роля на стриптизьорка във филма е описана от Ню Йорк Таймс като „твърда, шофираща и реалистична.“  В подготовка за ролята Тауърс прекарва време в екзотични танцови клубове в Лос Анджелис. Фулър отново взима Тауърс за главната роля в следващия си филм „Голата целувка“ (1964), друг ярък и твърд трилър, в който тя играе полудяваща проститутка, която се опитва да асимилира действителността, след като е убила сводника си.  Същата година Тауърс се появява в трилъра „Съдбата е ловецът“, който хроникира разследването на катастрофа на авиокомпания.
Работи и като модел в модно шоу, проведено в Рино, Невада. Между 1961 и 1965 г. има пет гост роли в сериала „Пери Мейсън“.

### Личен живот
Констанс Тауърс за първи път се омъжва за Юджийн Макграт от 1959 г. до развода им през 1966 г. През 1974 г. тя се жени за актьора и бивш посланик в Мексико Джон Гавин.  Тя има две деца от първия си брак, също има две доведени деца от Гавин.  Гавин почина на 9 февруари 2018 г. на 86 години.
Тауърс е председател на Съвета на директорите на Синята лента на Музикалния център в Лос Анджелис. 

## Избрана филмография
| Година | Филм                    | Оригинално заглавие | Роля            | Режисьор       |
| ------ | ----------------------- | ------------------- | --------------- | -------------- |
| 1959   | Кавалеристите           | The Horse Soldiers  | Мис Хана Хънтър | Джон Форд      |
| 1994   | Следващото карате хлапе | The Next Karate Kid | Луиза Пиърс     | Кристофър Кейн |